# Lijst van rijksmonumenten in Abcoude
Abcoude telt 72 inschrijvingen in het rijksmonumentenregister. Hieronder een overzicht. De 20 monumenten bij 4 forten van de Stelling van Amsterdam zijn hieronder geclusterd in een afzonderlijk sectie. Daarnaast zijn er nog 52 rijksmonumenten in de rest van Abcoude.

## Diverse rijksmonumenten
Deze 52 rijksmonumenten bevinden zich aan verschillende straten in Abcoude.
| Object | Oorspronkelijke functie?                           | Bouwjaar                                                             | Architect | Locatie                 | Coördinaten?                  | Nr.?   | Afbeelding           |
| --- | -------------------------------------------------- | -------------------------------------------------------------------- | --------- | ----------------------- | ----------------------------- | ------ | -------------------- |
| Boerderij onder rieten dak met wolfeind aan de voorzijde | Boerderij                                          | mogelijk 18e eeuw                                                    |           | Gein-Zuid 53            | 52° 17' 56" NB, 5° 0' 56" OL  | 6610   | Meer afbeeldingen    |
| Boerderij onder rieten dak | Boerderij                                          | mogelijk 18e eeuw                                                    |           | Gein-Zuid 44            | 52° 17' 38" NB, 5° 0' 38" OL  | 6611   | Meer afbeeldingen    |
| Boerderij met dwarse vleugel waarin kelder en opkamer tegen het woongedeelte                                                                                            | Boerderij                                          | 17e of 18e eeuw (bouw) 19e eeuw (gewijzigd)                          |           | Gein-Zuid 36            | 52° 17' 17" NB, 5° 0' 15" OL  | 6612   | Meer afbeeldingen    |
| Huis onder schilddak | Woonhuis                                           | 18e eeuw                                                             |           | Gein-Noord 87           | 52° 18' 3" NB, 5° 0' 52" OL   | 6614   | Meer afbeeldingen    |
| Boerderij met dwarsgeplaatst onderkelderd woongedeelte onder schilddak en bedrijfsgedeelte onder rieten dak                                                             | Boerderij                                          | mogelijk 18e eeuw of ouder                                           |           | Gein-Noord 64           | 52° 17' 40" NB, 5° 0' 23" OL  | 6615   | Meer afbeeldingen    |
| Boerderij met dwarsgeplaatst onderkelderd woongedeelte onder schilddak en bedrijfsgedeelte onder rieten dak                                                             | Boerderij                                          | mogelijk 18e eeuw of ouder (bouw) 19e eeuw (gewijzigd)               |           | Gein-Noord 63           | 52° 17' 36" NB, 5° 0' 16" OL  | 6616   | Meer afbeeldingen    |
| Schoonoord | "Tuin, park en plantsoen"                          | 18e eeuw                                                             |           | Gein-Zuid 60            | 52° 18' 12" NB, 5° 0' 53" OL  | 6781   | Meer afbeeldingen    |
| Boerderij onder rieten dak, het voorste, onderkelderde deel van het woonhuis dwars geplaatst                                                                            | Boerderij                                          | 18e eeuw                                                             |           | Gein-Zuid 46            | 52° 17' 38" NB, 5° 0' 40" OL  | 6782   | Meer afbeeldingen    |
| Hogerlust | Boerderij                                          | derde of laatste kwart 18e eeuw                                      |           | Gein-Zuid 37            | 52° 17' 27" NB, 5° 0' 14" OL  | 6783   | Meer afbeeldingen    |
| Boerderij onder rieten dak, met onderkelderde dwarsvleugel aan het woonhuis                                                                                             | Boerderij                                          | 18e eeuw                                                             |           | Gein-Zuid 26            | 52° 16' 58" NB, 5° 0' 22" OL  | 6784   | Meer afbeeldingen    |
| Vink | Boerderij                                          | mogelijk 18e eeuw                                                    |           | Gein-Zuid 21            | 52° 16' 46" NB, 5° 0' 14" OL  | 6785   | Meer afbeeldingen    |
| Bijlmerlust | Woonhuis                                           | 17e/18e eeuw                                                         |           | Gein-Zuid 22            | 52° 16' 47" NB, 5° 0' 17" OL  | 6786   | Meer afbeeldingen    |
| Groenewoud | Boerderij                                          | 1676                                                                 |           | Gein-Noord 79           | 52° 17' 51" NB, 5° 0' 45" OL  | 6787   | Meer afbeeldingen    |
| Gepleisterd pand onder rieten dak | Woonhuis                                           | 18e of begin 19e eeuw                                                |           | Amsterdamsestraatweg 1  | 52° 16' 21" NB, 4° 58' 23" OL | 6948   | Meer afbeeldingen    |
| Gepleisterde rechthoekig pand onder omlopend schilddak | Werk-woonhuis                                      | derde kwart 19e eeuw                                                 |           | Amsterdamsestraatweg 22 | 52° 16' 24" NB, 4° 58' 21" OL | 6950   | Meer afbeeldingen    |
| Amsterdams koffiehuis. Pand met gepleisterde lijstgevel | Horeca                                             |                                                                      |           | Amsterdamsestraatweg 26 | 52° 16' 25" NB, 4° 58' 20" OL | 6951   | Meer afbeeldingen    |
| Langgerekt laag pand | Woonhuis                                           | 18e eeuw                                                             |           | Brugstraat 1            | 52° 16' 21" NB, 4° 58' 24" OL | 6953   | Meer afbeeldingen    |
| Gepleisterd hoekpand onder zadeldak | Winkel                                             | 17e of 18e eeuw                                                      |           | Brugstraat 2            | 52° 16' 21" NB, 4° 58' 23" OL | 6954   | Meer afbeeldingen    |
| Boerderij met dwars woongedeelte, links onderkelderd, onder pannen schilddak                                                                                            | Boerderij                                          | 18e eeuw                                                             |           | Dwarskade 3             | 52° 16' 18" NB, 4° 55' 44" OL | 6955   | Meer afbeeldingen    |
| Gepleisterde hoeve met woonhuis parallel aan de weg | Boerderij                                          | 18e eeuw                                                             |           | Gein-Noord 35           | 52° 16' 40" NB, 4° 59' 51" OL | 6957   | Meer afbeeldingen    |
| Broekzijder Molen | Industrie- en poldermolen                          | 1641                                                                 |           | Gein-Noord 33           | 52° 17' 7" NB, 5° 0' 13" OL   | 6958   | Meer afbeeldingen    |
| Boerderij | Boerderij                                          | 18e eeuw                                                             |           | Gein-Zuid 12            | 52° 16' 42" NB, 4° 59' 16" OL | 6959   | Meer afbeeldingen    |
| Delphine | Industrie- en poldermolen                          | 1874                                                                 |           | Gein-Zuid 14            | 52° 16' 33" NB, 4° 59' 41" OL | 6960   | Meer afbeeldingen    |
| Boerderij | Boerderij                                          | 17e eeuw (opkamer)                                                   |           | Gein-Zuid 19            | 52° 16' 45" NB, 5° 0' 13" OL  | 6961   | Meer afbeeldingen    |
| Gepleisterde boerderij met woongedeelte onder pannen zadeldak | Boerderij                                          | derde kwart 19e eeuw                                                 |           | Heinkuitenstraat 32     | 52° 16' 12" NB, 4° 58' 17" OL | 6962   | Meer afbeeldingen    |
| Statig huis met rechte kroonlijst | Woonhuis                                           | 18e eeuw                                                             |           | Hoogstraat 20           | 52° 16' 16" NB, 4° 58' 27" OL | 6963   | Meer afbeeldingen    |
| Statig herenhuis met rechte kroonlijst, gesneden deur met deuromlijsting en stoepkettingen; Buitenplaats Binnenrust. Houten theekoepel, 18 eeuw. Chinees met rieten dak | Dienstwoning                                       | 18e eeuw (1680)                                                      |           | Hoogstraat 24           | 52° 16' 16" NB, 4° 58' 27" OL | 6964   | Meer afbeeldingen    |
| Logement "de Eendracht" met grote bijbehorende stal | Horeca                                             | 18e eeuw                                                             |           | Hoogstraat 27           | 52° 16' 13" NB, 4° 58' 27" OL | 6965   | Meer afbeeldingen    |
| Gepleisterd hoekpand | Werk-woonhuis                                      | waarschijnlijk 17e eeuw (bouw) derde kwart 19e eeuw (gemoderniseerd) |           | Kerkplein 1             | 52° 16' 20" NB, 4° 58' 29" OL | 6966   | Gepleisterd hoekpand |
| Pand met gepleisterde topgevel | Woonhuis                                           | 17e eeuw                                                             |           | Kerkplein 2             | 52° 16' 20" NB, 4° 58' 29" OL | 6967   | Meer afbeeldingen    |
| Pand met gepleisterde gevel met rechte kroonlijst in topgevel eindigend                                                                                                 | Woonhuis                                           | 17e eeuw                                                             |           | Kerkplein 3             | 52° 16' 19" NB, 4° 58' 29" OL | 6968   | Meer afbeeldingen    |
| Pand met halsgevel | Woonhuis                                           |                                                                      |           | Kerkplein 5             | 52° 16' 19" NB, 4° 58' 27" OL | 6969   | Meer afbeeldingen    |
| Restaurant "de Wakende Haan", langgerekte lijstgevel in topgevels eindigend                                                                                             | Horeca                                             | 18e eeuw                                                             |           | Kerkplein 6             | 52° 16' 19" NB, 4° 58' 27" OL | 6970   | Meer afbeeldingen    |
| Pand onder schilddak waarin dakkapel met gemetselde zijwanden | Woonhuis                                           | derde kwart 19e eeuw                                                 |           | Kerkplein 20            | 52° 16' 20" NB, 4° 58' 25" OL | 6973   | Meer afbeeldingen    |
| Pand met afgewolfd zadeldak en voorgevel | Woonhuis                                           | derde kwart 19e eeuw                                                 |           | Kerkplein 26            | 52° 16' 21" NB, 4° 58' 26" OL | 6974   | Meer afbeeldingen    |
| Theekoepel | "Tuin, park en plantsoen"                          | eerste kwart 19e eeuw                                                |           | Kerkplein bij 26        | 52° 16' 24" NB, 4° 58' 26" OL | 6975   | Meer afbeeldingen    |
| Dorpskerk | Kerk en kerkonderdeel                              | 14e eeuw                                                             |           | Kerkplein 45            | 52° 16' 20" NB, 4° 58' 28" OL | 6976   | Meer afbeeldingen    |
| Kerk vanwege orgel | Vanwege onderdelen kerk                            | 16e eeuw (orgel)                                                     |           | Kerkstraat 23           | 52° 16' 23" NB, 4° 58' 36" OL | 6977   | Meer afbeeldingen    |
| H.H. Cosmas en Damianus | Kerk en kerkonderdeel                              | 1887-1888                                                            | A. Tepe   | Kerkstraat 23           | 52° 16' 23" NB, 4° 58' 36" OL | 6978   | Meer afbeeldingen    |
| Gepleisterde lage gevel met opkamer en in het midden topgevel | Woonhuis                                           | 17e eeuw                                                             |           | Voordijk 39             | 52° 16' 23" NB, 4° 58' 20" OL | 6979   | Meer afbeeldingen    |
| Boerderij onder rieten zadeldak | Boerderij                                          | derde kwart 19e eeuw                                                 |           | Winkeldijk 15           | 52° 15' 38" NB, 4° 57' 36" OL | 6980   | Meer afbeeldingen    |
| Gepleisterde boerderij met dwars woonhuis onder rieten wolfdak | Boerderij                                          | 17e eeuw                                                             |           | Winkeldijk 27           | 52° 15' 29" NB, 4° 57' 2" OL  | 6981   | Meer afbeeldingen    |
| Gepleisterde boerderij met dwars woonhuis onder rieten wolfdak | Boerderij                                          | 17e eeuw                                                             |           | Winkeldijk 29A          | 52° 15' 29" NB, 4° 56' 56" OL | 6982   | Meer afbeeldingen    |
| Boerderij op onregelmatige plattegrond | Boerderij                                          | begin 19e eeuw                                                       |           | Winkeldijk 1            | 52° 15' 53" NB, 4° 58' 21" OL | 6983   | Meer afbeeldingen    |
| Kasteel Abcoude | Archeologisch monument "Fort, vesting en -onderdl" | begin 11e eeuw                                                       |           |                         | 52° 15' 50" NB, 4° 58' 29" OL | 45075  | Meer afbeeldingen    |
| Welgelegen, boerderij | Boerderij                                          | 1912                                                                 |           | Stationsstraat 28       | 52° 16' 21" NB, 4° 58' 42" OL | 514613 | Meer afbeeldingen    |
| Welgelegen, zomerhuis | Boerderij                                          | 1912                                                                 |           | Stationsstraat bij 28   | 52° 16' 21" NB, 4° 58' 42" OL | 514614 | Meer afbeeldingen    |
| Welgelegen, hek | Erfscheiding                                       | 1900-1912                                                            |           | Stationsstraat bij 28   | 52° 16' 20" NB, 4° 58' 42" OL | 514636 | Meer afbeeldingen    |
| Herenhuis, gelegen in de bocht van de stationsstraat, voorheen Baanstraat geheten, dateert in zijn huidige vorm uit het laatste kwart van de negentiende eeuw           | Woonhuis                                           | 1880-1890                                                            |           | Stationsstraat 12       | 52° 16' 18" NB, 4° 58' 31" OL | 514637 | Meer afbeeldingen    |
| Eben Haezer | Onderwijs en wetenschap                            | 1932                                                                 |           | Gein-Noord 59           | 52° 17' 28" NB, 5° 0' 8" OL   | 514638 | Meer afbeeldingen    |
| Anna's Hoeve | Boerderij                                          | 1860                                                                 |           | Gein-Zuid 23            | 52° 16' 49" NB, 5° 0' 20" OL  | 514640 | Meer afbeeldingen    |
| Molen van de Polder Winkel of Tachtig Morgen (molenromp) | Industrie- en poldermolen                          | eerste helft 18e eeuw                                                |           | Winkeldijk 7            | 52° 15' 36" NB, 4° 58' 6" OL  | 527489 | Meer afbeeldingen    |

## Stelling van Amsterdam
De volgende vier forten met hun diverse onderdelen, zijn onderdeel van de Stelling van Amsterdam. Totaal vertegenwoordigen ze 20 inschrijvingen in het rijksmonumentenregister.

### Fort in de Botshol
| Object                                 | Oorspronkelijke functie? | Bouwjaar | Architect | Locatie        | Coördinaten?                 | Nr.?   | Afbeelding                             |
| -------------------------------------- | ------------------------ | -------- | --------- | -------------- | ---------------------------- | ------ | -------------------------------------- |
| Fort in de Botshol; aardwerk           | Omwalling                | 1890     |           | Botshol bij 23 | 52° 15' 4" NB, 4° 54' 44" OL | 514603 | Fort in de Botshol; aardwerk           |
| Fort in de Botshol; fortwachterswoning | Militair wachtgebouw     | 1895     |           | Botshol 23     | 52° 15' 6" NB, 4° 54' 43" OL | 514604 | Fort in de Botshol; fortwachterswoning |

### Fort Nigtevecht
| Object                                      | Oorspronkelijke functie?    | Bouwjaar  | Architect | Locatie                       | Coördinaten?                  | Nr.?   | Afbeelding                          |
| ------------------------------------------- | --------------------------- | --------- | --------- | ----------------------------- | ----------------------------- | ------ | ----------------------------------- |
| Fort Nigtevecht                             | "Fort, vesting en -onderdl" | 1889      |           | Velterslaan bij 1             | 52° 16' 31" NB, 5° 1' 3" OL   | 514606 | Meer afbeeldingen                   |
| Fort Nigtevecht: fortwachterswoning         | Militair wachtgebouw        | 1903      |           | Velterslaan 1                 | 52° 16' 33" NB, 5° 0' 59" OL  | 514607 | Fort Nigtevecht: fortwachterswoning |
| Fort Nigtevecht: genieloods                 | Militaire opslagplaats      | 1903      |           | Velterslaan bij 1             | 52° 16' 33" NB, 5° 0' 60" OL  | 514608 | Fort Nigtevecht: genieloods         |
| Fort Nigtevecht: Liniewal met nevenbatterij | Open verdedigingswerk       | 1895      |           | Veltersl. fort e/h Gein       | 52° 16' 32" NB, 5° 0' 24" OL  | 514609 | Meer afbeeldingen                   |
| Fort Nigtevecht: Batterij aan het Gein      | Omwalling                   | 1805-1810 |           | aan het Gein Noord in weiland | 52° 16' 36" NB, 4° 59' 43" OL | 514610 | Meer afbeeldingen                   |
| Fort Nigtevecht: Batterij aan het Gein      | Omwalling                   | 1805-1810 |           | aan het Gein Zuid in weiland  | 52° 16' 33" NB, 4° 59' 38" OL | 514611 | Meer afbeeldingen                   |

### Fort aan de Winkel
| Object                                    | Oorspronkelijke functie? | Bouwjaar | Architect | Locatie           | Coördinaten?                  | Nr.?   | Afbeelding                             |
| ----------------------------------------- | ------------------------ | -------- | --------- | ----------------- | ----------------------------- | ------ | -------------------------------------- |
| Fort aan de Winkel: verdedigbaar aardwerk | Omwalling                | 1893     |           | Winkeldijk bij 16 | 52° 15' 22" NB, 4° 57' 27" OL | 514616 | Upload foto                            |
| Fort aan de Winkel: fortwachterswoning    | Militair wachtgebouw     | 1895     |           | Winkeldijk 16     | 52° 15' 25" NB, 4° 57' 26" OL | 514617 | Fort aan de Winkel: fortwachterswoning |
| Fort aan de Winkel: houten genieloods     | Militaire opslagplaats   | 1895     |           | Winkeldijk bij 17 | 52° 15' 24" NB, 4° 57' 24" OL | 514618 | Upload foto                            |

### Fort Abcoude
| Object                             | Oorspronkelijke functie? | Bouwjaar  | Architect | Locatie         | Coördinaten?                  | Nr.?   | Afbeelding        |
| ---------------------------------- | ------------------------ | --------- | --------- | --------------- | ----------------------------- | ------ | ----------------- |
| Fort Abcoude: aardwerk             | Omwalling                | 1883-1885 |           | Molenweg bij 19 | 52° 16' 12" NB, 4° 58' 48" OL | 514626 | Upload foto       |
| Fort Abcoude: kazerne A            | Militair verblijfsgebouw | 1883-1885 |           | Molenweg bij 19 | 52° 16' 12" NB, 4° 58' 51" OL | 514627 | Meer afbeeldingen |
| Fort Abcoude: remise B             | Bomvrij militair object  | 1883-1885 |           | Molenweg bij 19 | 52° 16' 13" NB, 4° 58' 50" OL | 514628 | Meer afbeeldingen |
| Fort Abcoude: remise C             | Bomvrij militair object  | 1883-1885 |           | Molenweg bij 19 | 52° 16' 14" NB, 4° 58' 55" OL | 514629 | Meer afbeeldingen |
| Fort Abcoude: remise D             | Bomvrij militair object  | 1883-1885 |           | Molenweg bij 19 | 52° 16' 11" NB, 4° 58' 54" OL | 514630 | Meer afbeeldingen |
| Fort Abcoude: remise E (remise D') | Bomvrij militair object  | 1883-1885 |           | Molenweg bij 19 | 52° 16' 10" NB, 4° 58' 50" OL | 514631 | Meer afbeeldingen |
| Fort Abcoude: remise F (remise C') | Bomvrij militair object  | 1883-1885 |           | Molenweg bij 19 | 52° 16' 11" NB, 4° 58' 47" OL | 514632 | Meer afbeeldingen |
| Fort Abcoude: munitiedepot X       | Militaire opslagplaats   | 1883-1885 |           | Molenweg bij 19 | 52° 16' 11" NB, 4° 58' 53" OL | 514633 | Upload foto       |
| Fort Abcoude: fortwachterswoning   | Militair wachtgebouw     | 1883-1885 |           | Molenweg 18     | 52° 16' 10" NB, 4° 58' 41" OL | 514634 | Meer afbeeldingen |